# Into the Groove
Into the Groove è un singolo della cantante statunitense Madonna pubblicato nel 1985. È il tema principale della colonna sonora del film Cercasi Susan disperatamente, le cui scene appaiono anche nel video del singolo. La canzone è stata inclusa nella ristampa del suo secondo album in studio Like a Virgin e messa in vendita il 23 luglio 1985 dalla casa discografica Sire Records e Warner Bros. come quarto singolo del disco. La canzone fu inclusa anche nell'album di remix You Can Dance (1987), nella raccolta The Immaculate Collection (1990) e in Celebration (2009).
L'ispirazione principale di dietro la produzione della canzone è stata la pista da ballo, secondo quanto riferisce la cantante, che compose la canzone mentre guardava un uomo portoricano ballare dal suo balcone.
La canzone è stata registrata presso il Sigma Sound Studios di Filadelfia. Anche se inizialmente la canzone fu composta per Chyne, la cantante ha deciso di utilizzare la canzone in un secondo momento come parte della colonna sonora del film Cercasi Susan disperatamente.
Nel 2003 fu creata una versione remixata, intotolata Into the Hollywood Groove. Per la produzione ha partecipato la rapper Missy Elliott. La canzone fu creata per la pubblicità di un marchio di abbigliamento, GAP.
Il testo della canzone è semplice ed è composto come un invito a ballare con la cantante. All'interno del testo, però, è possibile riscontrare allusioni sessuali e messaggi a doppio senso.
La canzone ha ricevuto elogi da parte della critica contemporanea e dai giornalisti musicali, che spesso hanno definito la canzone «il primo grande singolo di Madonna».
La canzone ha ottenuto un grande successo commerciale, raggiungendo la vetta delle classifiche in Australia, Belgio, Spagna, Irlanda, Italia, Nuova Zelanda, Paesi Bassi e Regno Unito, in quest'ultimo paese è stato il primo singolo numero uno di Madonna.
Negli Stati Uniti, la canzone è stata distribuita nel lato B del singolo Angel, quindi non poteva entrare nella lista ufficiale della Billboard Hot 100, secondo le regole del tempo. Nel 1990 la rivista Billboard ha onorato la canzone con il titolo di "canzone dance danza del decennio."
Un video musicale, composto dalle scene del film Cercasi Susan disperatamente, è stato rilasciato per accompagnare la canzone.
Madonna ha inserito Into the Groove nella scaletta di sei dei suoi tour musicali, l'ultima è stata nel Rebel Heart Tour del 2015-2016 in cui faceva parte di un medley con altre canzoni. Sono state realizzate varie cover della canzone, tra cui quella di Dannii Minogue, che ha unito Into the Groove con il singolo Do not Wanna Lose This Feeling.

## Descrizione
Into the Groove inizia con un'introduzione in prosa di Madonna, seguita dal suono delle percussioni e dal basso sintetizzato. Successivamente, nel coro, la voce della cantante è accompagnata da un'eco e gli acuti aumentano in modo simile. Inoltre è presente una battuta di sintetizzatori che si contrappongono al ritmo principale, e questo aggiunge contrasto.
Nel ponte, dove Madonna canta la frase «Live out your fantasy», la sua voce assume un registro più basso comparandola alle voci principali.
Secondo la partitura pubblicata in Musicnotes.com da Alfred Publishing Co. Inc., la canzone è impostata su un ritmo di 4/4 con un tempo medio di 116 battiti al minuto. La canzone è composta nella tonalità di mi♭ maggiore e il registro vocale di Madonna si estende dalla nota acuta do4 alla nota grave re5. Dopo segue una progressione armonica di do minore7–si♭/do–do minore7–la♭7.
La canzone fu remixata da Shep Pettibone per l'album You Can Dance (1987). Questa versione presenta overdubs con ripetizioni continue della frase «c'mon». Il primo verso non inizia se non dopo 90 secondi di remix. Dopo aver cantato il verso «Now I know you're mine» («Ora so che sei mio»), si ritrova un intermezzo di percussioni e si ripetono le frasi «step to the beat y c'mon». L'ultimo verso incorpora voci con echi con una sovrapposizione delle frasi.
La canzone si conclude con il suono delle conga, con fischi e timpani, che attribuisce alla canzone uno stile simile alla musica messicana. Pettibone, insieme al produttore Goh Hotoda, tornò a remixare la canzone per l'album The Immaculate Collection.
Il testo della canzone è semplice ed è composto come un invito a ballare con la cantante. All'interno del testo, però, è possibile riscontrare allusioni sessuali e messaggi a doppio senso. Come per il singolo Like a Virgin, la canzone si rivolge alla donne timide. Il verso «At night I lock the door so no one else can see» («Di notte chiudo la porta così nessuno mi può vedere»), implicava che Madonna non era tanto trasgressiva come la sua immagine suggeriva.
Secondo lo scrittore Clive Barker, i nostalgici riconoscono all'istante il testo della canzone in discoteca. Aggiunse anche che il verso «Only when I'm dancing can I feel this free» («Soltanto quando ballo riesco a sentirmi così libera»), esprime la libertà che offre una pista da ballo e la felicità di incontrare la libertà nella musica.
Nel verso «Live out your fantasy here with me» («Vivi la tua fantasia qui con me»), Barker crede che ci sia una notazione che sfuma i confini della realtà e si avvicina al mondo della fantasia.
Into the Groove è uno dei maggiori successi della cantante. In Italia è stato il secondo singolo più venduto nel 1985, superato solo da We Are the World.
Il brano in molti paesi, Stati Uniti compresi, è uscito come b-side di Angel, quarto singolo estratto da Like a Virgin.
Grazie al successo ottenuto, soprattutto in Italia, nel Regno Unito ed in Giappone, il brano fu successivamente inserito nella ristampa del 1985 per il mercato europeo dell'album Like a Virgin.

## Accoglienza
Into the Groove ottenne pareri positivi dalla critica dal suo lancio. J. Randy Taraborelli, autore di Madonna: An Intimate Biography, commentò che la canzone dimostrò la capacità della cantante di creare musica dance contagiosa. Nel suo libro The Complete Guide to the Music of Madonna, Rikky Rooksby sostenne che «ti farà sentire che sei un vincitore [...] e questo è il meglio che la musica pop può fare per te. [Ed è] il primo grande singolo di Madonna». Clive Barker e Simon Trussler, autori di New Theatre Quarterly, affermarono che è stato il primo inno di musica disco degli anni '80. In Totally Awesome 80s: A Lexicon of the Music, Videos, Movies, TV Shows, Stars, and Trends of that Decadent Decade, Matthew Rettenmund definì la canzone come la migliore degli anni '80, una canzone che «assicurò a Madonna di diventare la regina della musica dance della era». Gli scrittori Dawn Keetley e John Pettigrew, nel libro Public Women, Public Words: A Documentary History of American Feminism, la definirono «una canzone con un tema affascinante», mentre Leo Tassoni, nella sua biografia su Madonna, affermò che si trattava di una canzone «incredibilmente ballabile».
Santiago Fouz-Hernández e Freya Jarman-Ivens commentarono in Madonna's Drowned Worlds: New Approaches to her Cultural Transformations che era una canzone «burlona e giocosa». Nel frattempo, Sal Cinquemani di Slant Magazine ha collocato la canzone al numero 29 nella sua lista delle 100 migliori canzoni dance, e ha commentato: «È difficile immaginare la donna più famosa del mondo che balla da sola nella sua stanza di notte, chiudendo le porte, cosicché nessun altro possa vederla - "No one else can see" (come canta in Groove). La canzone - e l'interpretazione di Madonna - sono davvero buone». Alfred Soto di Stylus Magazine ha commentato che Into the Groove soddisfa molti desideri come Crazy for You. Austin Scaggs, della rivista Rolling Stone, ha detto che la canzone ha una linea di basso incredibile.
Alla fine degli anni '80, Into the Groove è stata premiata dalla rivista Billboard come "Single Dance del decennio".
Nel 2003 i fan di Madonna sono stati invitati dalla rivista Q a votare una classifica dei venti migliori singoli di Madonna di tutti i tempi; a Into the Groove è stato assegnato il terzo posto. Nel 2009 la canzone si è posizionata alla posizione numero novanta della classifica The 500 Greatest Songs Since You Were born della rivista Blender.

## Into the Hollywood Groove
Nel 2003 Madonna ha riscritto la canzone con il titolo Into the Hollywood Groove inserendo nel brano i primi versi della canzone Hollywood. Into the Hollywood Groove, che è cantata insieme alla rapper Missy Elliott, è stata inizialmente creata per la pubblicità di una nota marca di jeans ed è stata pubblicata nel 2003 nell'EP Remixed & Revisited.

## Tracce
- UK 7"[30][31]

1. Into the Groove (Single Version) – 4:43
2. Shoo-Bee-Doo (LP Version) – 5:16

- JPN 7" single[32]

1. Into the Groove (Single Version) – 4:43
2. Physical Attraction (Single Edit) – 3:55

- DEU 3" CD (1989)[33]

1. Into the Groove (Single Version) – 4:43
2. Who's That Girl (Extended Version) – 6:29
3. Causing a Commotion (Silver Screen Mix) – 6:39

- You Can Dance 12" (1987)[34]

1. Into the Groove (Extended Remix) – 8:31
2. Into the Groove (Remix Dub) – 6:22
3. Everybody (Extended Remix) – 7:06

- UK 12" single[35][36]

1. Into the Groove (Single Version) – 4:43
2. Everybody (LP Version) – 4:52
3. Shoo-Bee-Doo (LP Version) – 5:16

## Classifiche
| Classifica (1985) | Posizione massima |
| ----------------- | ----------------- |
| Australia         | 1                 |
| Austria           | 6                 |
| Belgio            | 1                 |
| Francia           | 2                 |
| Germania          | 3                 |
| Giappone          | 1                 |
| Irlanda           | 1                 |
| Italia            | 1                 |
| Norvegia          | 3                 |
| Nuova Zelanda     | 1                 |
| Paesi Bassi       | 1                 |
| Regno Unito       | 1                 |
| Spagna            | 1                 |
| Sudafrica         | 4                 |
| Svezia            | 3                 |
| Svizzera          | 2                 |

### Classifiche di fine anno
| Classifica (1985) | Posizione |
| ----------------- | --------- |
| Australia         | 2         |
| Belgio            | 6         |
| Italia            | 2         |
| Paesi Bassi       | 8         |
| Regno Unito       | 3         |
| Svizzera          | 19        |

## Cover
Nel 1988 Mina ha pubblicato una cover della canzone nel suo album Ridi pagliaccio.
Nel 2021 la cantante accusa il rapper Tory Lanez di aver plagiato il singolo per la realizzazione del brano Pluto's Last Comet.